# Sarah Goodridge
Sarah Goodridge (ur. 5 lutego 1788 w Templeton, zm. 28 grudnia 1853 w Bostonie) – amerykańska malarka specjalizująca się w miniaturach portretowych. Jej dzieła, często wykonywane na kości słoniowej, przedstawiały wiele znanych osobistości jej czasów m.in. męża stanu Daniela Webstera i malarza Gilberta Stuarta. Oryginalną miniaturą jest Piękno objawione – autoportret przedstawiający piersi malarki.

## Życiorys
Goodridge urodziła się w Templeton w stanie Massachusetts, jako szóste z dziewięciorga dzieci Ebenezera Goodridge’a i jego żony Beulah Childs. Wychowała się na farmie i uczęszczała do miejscowej szkoły. Już od najmłodszych lat rysowała i wykazywała zdolności plastyczne. Z braku środków na podstawowe materiały swoje prace wykonywała między innymi na korze brzozy. W wieku 17 lat zamieszkała ze swoim bratem Williamem w Milton i prowadziła jego dom. Następnie wyjechała z nim do Bostonu, gdzie William zajmował się budową organów, a Goodridge miała okazję otrzymać kilka lekcji rysunku. Możliwości edukacyjne kobiet były wówczas ograniczone, dlatego w dużej mierze była artystką autodydaktą (samoukiem). Początkowo malowała farbą olejną na płótnie, do czasu kiedy malarz miniaturzysta z Hartford (prawdopodobnie Elkanah Tisdale [1768–1835]) wprowadził ją do techniki miniatury na kości słoniowej. Malowanie tego typu miniatur było jedną z niewielu dróg otwartych dla XIX-wiecznych artystek w Stanach Zjednoczonych. Delikatność tej pracy i jej ograniczone ambicje uznawano za odpowiednie dla kobiecych zdolności.
W 1820 roku zamieszkała ze swoją siostrą Beulah i jej mężem Thomasem Appletonem w Bostonie i otworzyła własną pracownię. Tam poznała malarza Gilberta Stuarta, który zainteresował się jej twórczością. Stuart polecił jej brać lekcje w szkole rysunku oraz sam dawał instrukcje i oceniał prace, znacznie przyczyniając się do jej rozwoju jako artystki. Goodridge odwiedzała jego warsztat, gdzie dla ćwiczeń tworzyła miniaturowe wersje olejnych obrazów Stuarta. Jedyna znana miniatura w twórczości Stuarta (Portret generała Henry’ego Knoxa) powstała jako dzieło instruktażowe dla Goodridge. W 1825 roku poprosił Goodridge, aby namalowała jego portret, przekonany, że nikt inny nie potrafiłby uchwycić jego osobowości. W rezultacie powstała realistyczna i wnikliwa miniatura z jego podobizną, krytykowana przez innych jako niepochlebna, ale wysoce ceniona przez samego Stuarta. Malarz oprawił ją w bransoletę splecioną z pukli włosów swoich i swej żony, po czym podarował swojej matce. Goodridge namalowała kopie tej miniatury (znajdują się w Metropolitan Museum of Art i Museum of Fine Arts w Bostonie), a Asher Brown Durand wykonał na jej podstawie rycinę.
Kilkanaście razy sportretowała senatora Daniela Webstera, z którym łączyła ją bliska relacja, a także jego dzieci i wnuki. Po śmierci jego żony podarowała mu osobisty, erotyczny autoportret Piękno objawione, przedstawiający nagie piersi.

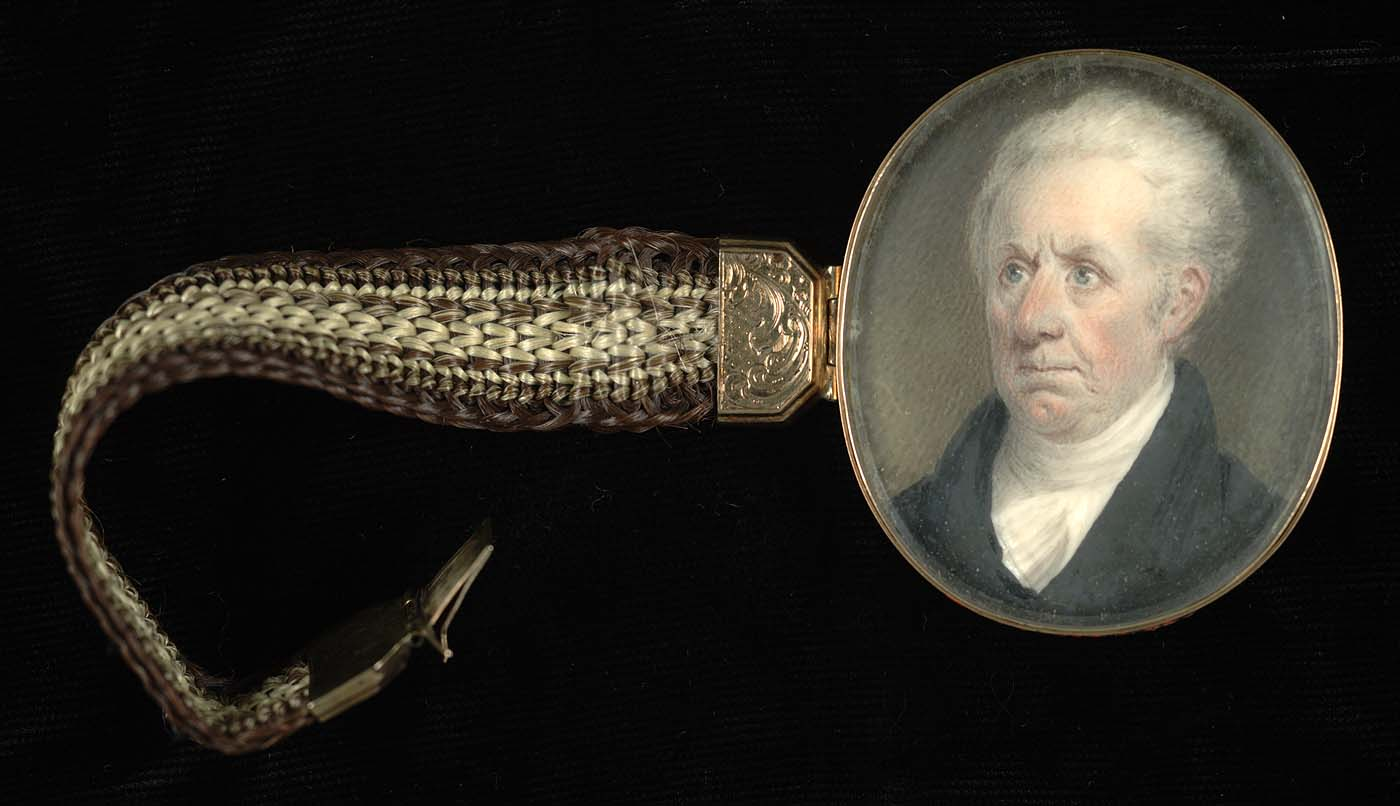
Miniaturowy portret Gilberta Stuarta oprawiony w bransoletę z włosów, akwarela na kości słoniowej, Smithsonian American Art Museum and the Renwick Gallery

Odniosła zawodowy sukces, tworząc 2-3 miniatury tygodniowo stała się jednym z najbardziej płodnych artystycznie malarzy miniatur w Bostonie, a jej prace brały udział w wystawach. Portrety autorstwa Goodridge charakteryzowały się bezpośredniością, realizmem i indywidualizmem. Jej styl zdradzał wpływ George’a Stuarta, zwłaszcza umiejętne operowanie światłem i cieniem. Typowa kompozycja to postać przedstawiona nisko na płytce z kości słoniowej. Tło jest szaroniebieskie przechodzące w brąz w dolnej części, a karnacja postaci kremowa i różowawa. Postaci kobiece mają często ozdobę we włosach, biżuterię lub czerwony szal z wzorem paisley.
Goodridge nigdy nie wyszła za mąż, przez całe życie mieszkała w regionie Bostonu razem z rodzeństwem lub ojcem. Latem wracała do rodzinnego Templeton, gdzie udzielała lekcji w szkole i malowała portrety znajomych i członków rodziny. Malując portrety wielu znanych osób mogła sama się utrzymywać i wspierać finansowo swoją rodzinę. Zajmowała się także sparaliżowanym bratem i wychowała osieroconą bratanicę. Problemy ze wzrokiem sprawiły, że wycofała się z zawodu i w 1851 roku zamieszkała w Reading, gdzie kupiła posiadłość. Zmarła 28 grudnia 1853 w Bostonie, w czasie bożonarodzeniowej wizyty u rodziny.